# Groupe Oshawa
Le Groupe Oshawa (Oshawa Group) était autrefois un important propriétaire de supermarchés en Ontario, au Canada. Il a été acheté par Sobeys (via Empire Company Limited) en 1998. La société était basée à Etobicoke et était cotée aux bourses de Toronto et de Montréal.

## Histoire
Fondée en 1957 sous le nom de Oshawa Wholesale Limited, la société a pris de l'expansion des années 1960 aux années 1980. Elle a été renommée Oshawa Group Limited en 1971. Les fondations de la société remontent à 1914 par les fondateurs Max Wolfe (1893-1987) et Maurice Wolfe, qui ont fondé la société Ontario Produce Company et rachetés Oshawa Wholesale en 1949 et plus tard donnaient lieu à la naissance du Groupe Oshawa,.
La scène du commerce de détail a changé dans les années 1990, alors même que le Groupe Oshawa avait commencé à se recentrer sur ses activités principales à partir des années 1980. Toute l'entreprise a été vendue en 1998 à Sobeys et le nom Oshawa a disparu du commerce de détail canadien.